# Judicial Appointments Commission
Die Judicial Appointments Commission (JAC) ist eine unabhängige Kommission, zuständig für die Auswahl von Kandidaten für Ämter und Richterstellen bei den Gerichten in England und Wales sowie einigen ausgewählten Gerichten mit Zuständigkeiten in Schottland und Nordirland. Die Kommission empfiehlt Kandidaten für die Ernennung zum Richter am High Court of Justice und die im Constitutional Reform Act 2005 aufgeführten Ämter. Außerhalb dieser Zuständigkeit kann die Kommission Empfehlungen bei der Besetzung etwa des Amts des Lord Chief Justice of England and Wales, des Master of the Rolls, dem Präsidenten der Queen’s Bench Division und der Family Division abgeben. Bei der Besetzung des Obersten Gerichtshofs des Vereinigten Königreichs hat die JAC kein unmittelbares Mitspracherecht, jedoch sitzt eines ihrer Mitglieder im für die Besetzung zuständigen Ausschuss. Darüber hinaus kann der Lordkanzler den Rat der Kommission bei der Besetzung jedes Amts anfordern, sofern er das für erforderlich hält.
Die Kommission nimmt ihre Aufgaben seit dem 3. April 2006 wahr. Zuvor war der Lordkanzler für die Auswahl der Kandidaten zuständig. Die Empfehlungen der Kommission sind nicht bindend. Werden sie jedoch von der für die letztliche Ernennung zuständigen Stelle abgelehnt, muss dies gegenüber der JAC schriftlich begründet werden.
Bei der Erarbeitung ihrer Vorschläge darf die Kommission Kandidaten nur nach ihrer fachlichen Eignung auswählen und nur Kandidaten mit einwandfreiem Leumund berücksichtigen. Darüber hinaus hat sie darauf zu achten, dass sich in ihrer Auswahl die Vielfalt der Gesellschaft widerspiegelt.

## Mitglieder
Der Kommission gehören 15 Mitglieder an. Während zwölf, inklusive des Vorsitzenden, nach freier Auswahl ernannt werden, werden drei durch Mitglieder der Judikative ausgewählt. Den Vorsitz der Kommission hat stets ein Mitglied, das keine rechtliche Ausbildung durchlaufen hat. Von den anderen 14 Mitgliedern
- müssen mindestens 5 der Judikative angehören, wobei einer (Judicial category)
- müssen mindestens zwei entweder als Barrister oder als Solicitor zugelassen sein oder dem Chartered Institute of Legal Executives angehören (professional category)
- muss mindestens ein Mitglied Richter an einem oberen Gericht sein (tribunal category)
- darf mindestens ein Mitglied weder eine Zulassung als Rechtsanwalt haben, noch als Richter arbeiten (lay category)

Der Kommission gehören zurzeit folgende Mitglieder an:
| Name                 | Kategorie    | Bemerkungen         |
| -------------------- | ------------ | ------------------- |
| Christopher Stephens | Lay          | Vorsitzender        |
| Ian Burnett          | Judicial     | stellv. Vorsitzende |
| Martin Forde         | Professional |                     |
| Alexandra Marks      | Professional |                     |
| Usha Karu            | Judicial     |                     |
| Christopher Simmonds | Judicial     |                     |
| Phillip Sycamore     | Judicial     |                     |
| Richter Wilkie       | Judicial     |                     |
| Lucy Scott-Moncrieff | Tribunal     |                     |
| Katharine Rainsford  | Lay          | Friedensrichterin   |
| Emily Jackson        | Lay          |                     |
| Noel Lloyd           | Lay          |                     |
| Andrew Ridgway       | Lay          |                     |
| Valerie Strachan     | Lay          |                     |
| Debra van Gene       | Lay          |                     |

## Interne Organisation
Neben den Mitgliedern hat die Kommission etwa 60 Mitarbeiter. Es gibt drei Abteilungen zwischen denen die Aufgaben der Kommission verteilt werden. Verschiedene Teams organisieren die einzelnen Auswahlrunden, bearbeiten eingehende Bewerbungen und organisieren Gremien, die die eigentliche Auswahl durchführen. Diese Teams entwerfen auch die Aufgaben, welche Bewerber während des Auswahlverfahrens bearbeiten müssen. Die JAC hat darüber hinaus eine kleine Presseabteilung. Als die Kommission ins Leben gerufen wurde, sah sie sich zunächst erheblicher Bedenken gegenüber. Inzwischen hat sie sich innerhalb der Judikative aber einen guten Ruf bei der Auswahl der Kandidaten erworben. Ein Bericht des Justizministeriums vom Januar 2015 schlug vor, die Arbeit der Kommission ohne Einschränkung fortzusetzen.

## Auswahlverfahren
Potentielle Kandidaten können vor ihrer eigentlichen Bewerbung an Probeverfahren teilnehmen. Hierzu müssen sie sich elektronisch bewerben. Die Probeverfahren werden von den Organisationsteams durchgeführt und bilden das eigentliche Hauptverfahren nach. Nach dem Probeverfahren kommt es zum Hauptverfahren, in dem die Kandidaten zunächst einen Eingangstest ablegen müssen. Anschließend wird eine Shortlist mit den aussichtsreichsten Bewerbern erstellt. Diese werden dann zu einem persönlichen Gespräch eingeladen. In diesem kann von ihnen etwa das Erstellen einer Fallstudie oder das Durchführen eines Rollenspiels verlangt werden. Das Gremium, das den Auswahlprozess durchführt, gibt dann eine Empfehlung an das Selection and Character Committee ab. Diesem gehören ausschließlich die Mitglieder der JAC an. Dieses bewertet die Einschätzung der verschiedenen Gremien und schlägt dann der zuständigen Stelle die Kandidaten zur Ernennung vor.